# Біляєв Олександр Михайлович
Олекса́ндр Миха́йлович Біля́єв (27 лютого 1925, смт Нововоронцовка Нововоронцовського району Херсонської області — 27 березня 2006, м. Київ) — український мовознавець, методист, доктор педагогічних наук (1985), професор (1988), член-кореспондент АПН України (1992).

## Життєпис
Народився 27 лютого 1925 р. у смт Нововоронцовка Нововоронцовського району Херсонської області.
У 1944—1945 роках служив у Червоній Армії. Брав активну участь у бойових діях проти німецько-фашистських загарбників. В одному із наступальних боїв на Берлінському напрямку був тяжко поранений. Після тривалого (понад 7 місяців) лікування в евакогоспіталі був демобілізований з армії як інвалід ІІ групи. За участь у боях нагороджений орденами Червоної Зірки, «Вітчизняної війни» І ступеня, медалями «За відвагу», «Захиснику Вітчизни».
У 1950 році закінчив з відзнакою Херсонський державний педагогічний інститут факультет мови і літератури (українське відділення).
Працював вчителем у Запоріжжі, навчався в аспірантурі в Українському науково-дослідному інституті педагогіки (УНДІП).

Могила Олександра Біляєва, Байкове кладовище

У 1955 році захистив кандидатську диссертацію на тему: «Робота над орфографічними помилками учнів».
У 1985 році захистив дисертацію на здобуття наукового ступеня доктора педагогічних наук на тему: «Лінгводидактичні основи сучасного уроку української мови в середній школі».
Помер на 81-му році життя 27 березня 2006 року. Похований на Байковому кладовищі разом з родиною.

## Професійна діяльність
1954—1959 — старший викладач кафедри української мови, декан історично-філологічного факультету Сталінського державного педагогічного інституту (нині Донецький університет)
1959 — старший науковий співробітник відділу методики мови Інституту педагогіки АПН України
1960—1977 — завідувач відділу методики мови Інституту педагогіки АПН України
1970—1974 — головний редактор методичного часопису Міністерства освіти УССР «Українська мова і література в школі»
1977—1983 — заступник директора Інституту педагогіки АПН України
1983—1986 — завідувач сектору методики української та російської мов Інституту педагогіки АПН України
1986—1994 — завідувач лабораторії навчання української та російської мов Інституту педагогіки АПН України
1994 — головний науковий співробітник лабораторії навчання української та російської мов Інституту педагогіки АПН України

## Наукова діяльність
Наукові інтереси зосереджені на розробленні актуальних проблем методики викладання української мови в середній школі, зокрема змісту, форм і методів навчання. Зробив значний внесок в українську лінгводидактику дослідженнями сучасного уроку мови, методики викладання фонетики, лексики, словотвору, граматики та стилістики, системи роботи з розвитку усного та писемного мовлення учнів, шляхів та способів підвищення їхньої грамотності.
Під керівництвом О. М. Біляєва успішно захистили дисертації понад 40 кандидатів і 5 докторів наук. Серед його учнів провідні науковці: З. П. Бакум, М. С. Вашуленко, Н. Б. Голуб, О. М. Горошкіна, Н. М. Дика, С. О. Караман, Л. М. Кожуховська, І. А. Кучеренко, О. А. Кучерук, Л. І. Мамчур, Е. Я. Палихата, М. І. Пентилюк, О. І. Потапенко, Н. М. Остапенко, Т. В. Симоненко, І. М. Хом'як, Г. Т. Шелехова, В. В. Шляхова, С. Т. Яворська та ін.

## Пам'ять
- Захищено кандидатську дисертацію на тему: «Лінгводидактична спадщина О. М. Біляєва (1925—2006 рр.)» зі спеціальності 13.00.02 — теорія та методика навчання (українська мова). Автор дослідження — Л. П. Савич., керівник — доктор педагогічних наук, професор Е. Я. Палихата (Тернопільський національний педагогічний університет імені Володимира Гнатюка), (2012)[6]
- Щорічно в березні відділ навчання української мови та літератури Інституту педагогіки НАПН України проводить круглий стіл з актуальних проблем української лінгводидактики (зокрема, «Сучасні підходи до навчання української мови і літератури в школі» (2015), «Оцінювання навчальних досягнень з української мови учнів ЗНЗ» (2017), «Концептуальні засади компетентнісного навчання української мови» (2019), «Проблема методів компетентнісно орієнтованого навчання української мови у закладах загальної освіти» (2020)), присвячений пам'яті члена-кореспондента НАПН України, доктора педагогічних наук, професора Олександра Михайловича Біляєва.

## Науково-методичний доробок
Автор понад 200 наукових праць, співавтор низки навчальних програм і підручників для 5–11 класів. Автор праць з теорії і практики навчання української і російської мов, української лінгводидактики, шкільних підручників з української мови, посібників для учителів:
- Уроки української мови у восьмирічній школі (5-6 класи): посібник для вчит. / за ред. О. М. Біляєва. — К. : Рад. шк., 1966. — 384 с.
- Шляхи підвищення ефективності уроку української мови в 5 — 8 класах. (1967),
- Сучасний урок української мови. — К. : Рад.шк., 1981. — 182 с.
- Лингводидактические основы современного урока украинского языка в средней школе: автореферат дис…. докт. пед. наук: 13.00.02 / Беляев Александр Михайлович; Киевский государственный педагогический институт им. A.M. Горького. — К., 1985. — 48 с.
- Методика вивчення української мови в школі: монографія / О. М. Біляєв, М. І. Пентилюк, В. Я. Мельничайко. — К. : Рад. шк., 1987. — 246 с.
- Підвищення ефективності уроку української мови в світлі вимог реформи школи: метод. лист / [укл. О. М. Біляєв]. — К. : Рад. шк., 1988. — 48 с.
- Лінгводидактика рідної мови: Навчально-методичний посібник. — К. : Генеза, 2005. — 180 с.

Автор понад 20 підручників з української мови для 5, 6, 7, 8, 9 та для 10-11 класів шкіл з українською та російською мовами навчання.

### Підручники
1. Українська мова. Навчальні матеріали для 4 класу. Випуск перший / О. М. Біляєв. — К., 1967.
2. Українська мова. Експериментальний підручник для 5 класу шкіл з українською мовою навчання / О. М. Біляєв, К. М. Плисько, Л. М. Симоненкова, М. М. Шкільник. — К. : Вид-во «Радянська школа», 1969.
3. Українська мова. Експериментальний підручник для 5 класу шкіл з українською мовою навчання / О. М. Біляєв, К. М. Плисько, Л. М. Симоненкова, М. М. Шкільник. — К. : Вид-во «Радянська школа», 1970.
4. Українська мова. Підручник для 4 класу шкіл з російською мовою навчання / О. М. Біляєв, К. М. Плисько, Л. М. Симоненкова, М. М. Шкільник. — К. : Вид-во «Радянська школа», 1970.
5. Українська мова: Експериментальний підручник для 6 класу шкіл з українською мовою навчання / Біляєв О. М. (співавтор і редактор), К. М. Плисько, Л. М. Симоненкова, М. М. Шкільник. — К.: Рад. школа, 1971. — 115 с.
6. Українська мова. Підручник для 7 класу шкіл з українською мовою навчання / О. М. Біляєв, К. М. Плисько, Л. М. Симоненкова, М. М. Шкільник. — К. : Вид-во «Радянська школа», 1971.
7. Українська мова: Експериментальний підручник для 7 класу шкіл з українською мовою навчання / Біляєв О. М. (співавтор і редактор), К. М. Плисько, Л. М. Симоненкова, М. М. Шкільник — К.: Рад. школа, 1972.- 119 с.
8. Українська мова. Підручник для 6 класу шкіл з російською мовою навчання / О. М. Біляєв, К. М. Плисько, Л. М. Симоненкова, М. М. Шкільник. — К. : Вид-во «Радянська школа», 1973.
9. Українська мова. Підручник для 5 класу шкіл з російською мовою навчання / О. М. Біляєв, К. М. Плисько, Л. М. Симоненкова, М. М. Шкільник. — К. : Вид-во «Радянська школа», 1975.
10. Українська мова. Підручник для 4 класу шкіл з російською мовою навчання / О. М. Біляєв, К. М. Плисько, Л. М. Симоненкова, М. М. Шкільник. — К. : Вид-во «Радянська школа», 1976.
11. Українська мова. Підручник для 4 класу шкіл з російською мовою навчання / О. М. Біляєв, К. М. Плисько, Л. М. Симоненкова, М. М. Шкільник. — К. : Вид-во «Радянська школа», 1977.
12. Українська мова. Підручник для 4 класу / О. М. Біляєв, К. М. Плисько, Л. М. Симоненкова, М. М. Шкільник. — К. : Вид-во «Радянська школа», 1980.
13. Українська мова. Підручник для 5 — 6 класу шкіл з російською мовою навчання / О. М. Біляєв, К. М. Плисько, Л. М. Симоненкова, М. М. Шкільник. — К. : Вид-во «Радянська школа», 1980.
14. Українська мова: підручник для 4 класу з російською мовою навчання / О. М. Біляєв, М. І. Пентилюк, Л. М. Симоненкова, Т. П. Симоненкова. — К. : Вид-во «Радянська школа», 1984. — 160 с.
15. Українська мова: пробний підручник для 5 класу шкіл з російською мовою навчання / О. М. Біляєв, М. І. Пентилюк, Л. М. Симоненкова, Т. П. Симоненкова. — К. : Вид-во «Радянська школа», 1985. –158 с.
16. Українська мова: підручник для 6 класу шкіл з російською мовою навчання / О. М. Біляєв, М. І. Пентилюк, Л. М. Симоненкова, Т. П. Симоненкова. — К. : Вид-во «Радянська школа», 1986. — 128 с.
17. Українська мова: пробний підручник для 7 класу шкіл з російською мовою навчання / О. М. Біляєв, М. І. Пентилюк, Л. М. Симоненкова, Т. П. Симоненкова. — К. : Вид-во «Радянська школа», 1987. — 140 с.
18. Українська мова: пробний підручник для 8 класу з російською мовою навчання / О. М. Біляєв, М. І. Пентилюк, Л. М. Симоненкова, Т. П. Симоненкова. — К. : Вид-во «Радянська школа», 1988. — 111 с.
19. Українська мова: Підручник /стабільний/ для 4 класу шкіл з російською мовою навчання / О. М. Біляєв, К. М. Псисько. Л. М. Симоненкові, М. М. Шкільник. — К.: Вид-во «Радянська школа», 1989. — 252 с.
20. Українська мова: пробний підручник для 5 класу шкіл з російською мовою навчання / О. М. Біляєв, М. І. Пентилюк, Л. М. Симоненкова, Т. П. Симоненкова. — К.: Вид-во «Радянська школа», 1989. — 158 с.
21. Українська мова: підручник для 6 класу шкіл з російською мовою навчання / О. М. Біляєв, М. І. Пентилюк, Л. М. Симоненкова, Т. П. Симоненкова. — К. : Вид-во «Радянська школа», 1990. — 192 с.
22. Українська мова: підручник для 5 класу шкіл з російською мовою навчання / О. М. Біляєв, М. І. Пентилюк, Л. М. Симоненкова, Т. П. Симоненкова. — К. : Вид-во «Радянська школа», 1991. — 192 с.
23. Українська мова: підручник для 7 класу шкіл з російською мовою навчання / О. М. Біляєв, М. І. Пентилюк, Л. М. Симоненкова, Т. П. Симоненкова. — К. : Вид-во «Радянська школа», 1991. — 160 с.
24. Українська мова: підручник для 6 класу шкіл з російською мовою навчання / О. М. Біляєв, М. І. Пентилюк, Л. М. Симоненкова, Т. П. Симоненкова. — К. : Вид-во «Освіта», 1992. — 192 с.
25. Українська мова: підручник для 8 класу шкіл з російською мовою навчання / О. М. Біляєв, М. І. Пентилюк, Л. М. Симоненкова, Т. П. Симоненкова. — К. : Вид-во «Освіта», 1992. –111 с.
26. Українська мова: підручник для 7 класу шкіл з російською мовою навчання / О. М. Біляєв, М. І. Пентилюк, Л. М. Симоненкова, Т. П. Симоненкова. — К. : Вид-во «Освіта», 1993. — 192 с.
27. Українська мова: підручник для 9 класу шкіл з російською мовою навчання / О. М. Біляєв, М. І. Пентилюк, Л. М. Симоненкова, Т. П. Симоненкова. — К. : Вид-во «Освіта», 1993. — 192 с.
28. Українська мова: підручник для 8 класу шкіл з російською мовою навчання / О. М. Біляєв, М. І. Пентилюк, Л. М. Симоненкова, Т. П. Симоненкова. — К. : Вид-во «Освіта», 1994. — 111 с.
29. Українська мова. Підручник для 5 класу шкіл з російською мовою навчання / О. М. Біляєв, К. М. Плисько, Л. М. Симоненкова, М. М. Шкільник. — К. : Вид-во «Освіта», 1995. — 192 с.
30. Українська мова. Підручник для 6 класу шкіл з російською мовою навчання / О. М. Біляєв, М. І. Пентилюк, Л. М. Симоненкова, Т. П. Симоненкова. — К. : Вид-во «Освіта», 1995. — 224 с.
31. Українська мова. Підручник для 7 класу шкіл з російською мовою навчання / О. М. Біляєв, М. І. Пентилюк, Л. М. Симоненкова, Т. П. Симоненкова. — К. : Вид-во «Освіта», 1995. — 144 с.
32. Українська мова. Підручник для 8 класу шкіл з російською мовою навчання / О. М. Біляєв, М. І. Пентилюк, Л. М. Симоненкова, Т. П. Симоненкова. — К. : Вид-во «Освіта», 1995. — 111 с.
33. Українська мова. Підручник для 9 класу шкіл з російською мовою навчання / О. М. Біляєв, М. І. Пентилюк, Л. М. Симоненкова, Т. П. Симоненкова. — К. : Вид-во «Освіта», 1995. — 195 с.
34. Українська мова: підручник для 9 класу шкіл з російською мовою навчання / О. М. Біляєв, М. І. Пентилюк, Л. М. Симоненкова, Т. П. Симоненкова. — К. : Вид-во «Освіта», 2000. — 206 с.
35. Українська мова. Підручник для 5 класу шкіл з російською мовою навчання / О. М. Біляєв, К. М. Плисько, Л. М. Симоненкова, Т. П. Мисоненкова, А. В. Ярмолюк. — К. : Вид-во «Педагогічна думка», 2001. — 215 с.
36. Українська мова: підручник для 5 класу шкіл з російською мовою навчання / О. М. Біляєв, М. І. Пентилюк, Л.М Симоненкова. — К. : Вид-во «Освіта», 2004., 2003. — 128 с.
37. Українська мова: підручник для 7 класу шкіл з російською мовою навчання / О. М. Біляєв, М. І. Пентилюк, Л. М. Симоненкова. — К. : Вид-во «Освіта», 2003. — 128 с.
38. Українська мова: підручник для 8 класу шкіл з російською мовою навчання / О. М. Біляєв, М. І. Пентилюк, Л. М. Симоненкова. — К. : Вид-во «Освіта», 2003. — 128 с.
39. Українська мова: підручник для 6 класу шкіл з російською мовою викладання / О. М. Біляєв, М. І. Пентилюк, Л. М. Симоненкова. — К. : Видавничий дім «Афон», 2004. — 128 с.
40. Українська мова. Підручник для 10-11 класів загальноосвітніх навчальних закладів з українською та російською мовами навчання / О. М. Біляєв, Л. М. Симоненкова, Л. В. Скуратівський, Г. Т. Шелехова. — К. : Вид-во «Освіта», 2004. — 384 с.

## Нагороди
- Орден «Знак пошани»
- Медаль А. С. Макаренка
- Почесна грамота Кабінету Міністрів України

За розпорядженням Президента України Леоніда Кучми Олександру Михайловичу як видатному діячеві освіти було призначено довічну державну стипендію (2000).